# Виевска фолк група
Виевска је бугарска фолк група и народни оркестар. Основана је 1977. године. Вођа оркестра је Емил Узунски. У групи су певали познати певачи Веселин Џигов и Росица Пејчева. До сада су издали више од 20 албума и компилација.

## Дискографија

### Студијски албуми
- Родопски звън 1991 (1991)
- Родопски звън 1993 (1993)
- Родопски звън 1994 (1994)
- Родопски звън 1995 (1995)
- Родопски звън 1996 (1996)
- Родопски звън 1997 (1997)
- Видение (1998)
- Плачи, горо, плачи (1998)
- Родопски звън 2000 (2000)
- Родопски звън 2001 и ново настроение (2001)
- Родопски звън 2003 (2003)
- Родопски звън 2004 (2004)
- Родопски звън 2005 (2005)
- Родопски звън 2006 (2006)
- Родопски звън 2008 и ново настроение (2008)

### Компилације
- Родопски звън 25 години (2002)
- Златна колекция от Родопите – 1 част (2005)
- Златна колекция от Родопите – 2 част (2006)
- Родопски звън 30 години (2007)
- Златна колекция от Родопите и Македония – 3 част (2008)
- Златен пим – 20 години Виевска Фолк Група (2009)
- Виевска фолк група – 35 години (2012)
- Златна колекция от Родопите – 4 част (2015)